# Journée nationale de l'Acacia

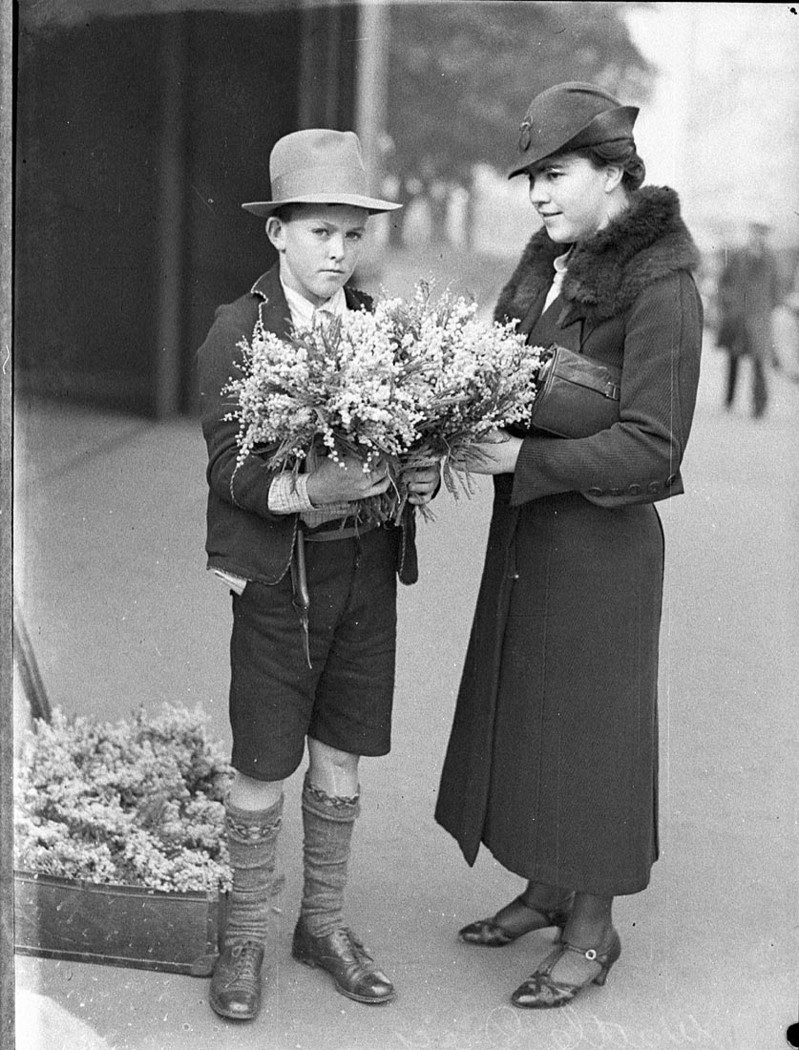
Femme achetant des mimosas pour le Wattle Day (Sydney, 1935).

La journée nationale de l'acacia (National Wattle Day) est un jour de fête célébré le 1er septembre de chaque année en Australie, qui correspond au début officiel du printemps australien. C'est le moment où beaucoup d'espèces d'acacias (communément appelées « wattles » en Australie) sont en fleurs. Les gens arborent donc un rameau fleuri pour célébrer la journée.
Bien que l'emblème floral national de l'Australie soit une espèce particulière, le « mimosa doré » (Acacia pycnantha), n'importe quelle espèce d'acacia peut être portée pour célébrer cette journée.

La journée avait à l'origine pour but de promouvoir le patriotisme en faveur de la nouvelle nation australienne :

« Les journées de l'acacia (Wattle Days) ont pris de l'importance en Australie dans les premières années de la nation fédérée. Ils ont endossé certaines responsabilités nationales et civiques à l'égard des enfants, ce que [le plus officiel] « Jour de l'Australie » (Australia Day) ne pouvait pas. »

— Libby Robin
.

## Origine tasmanienne, 1838

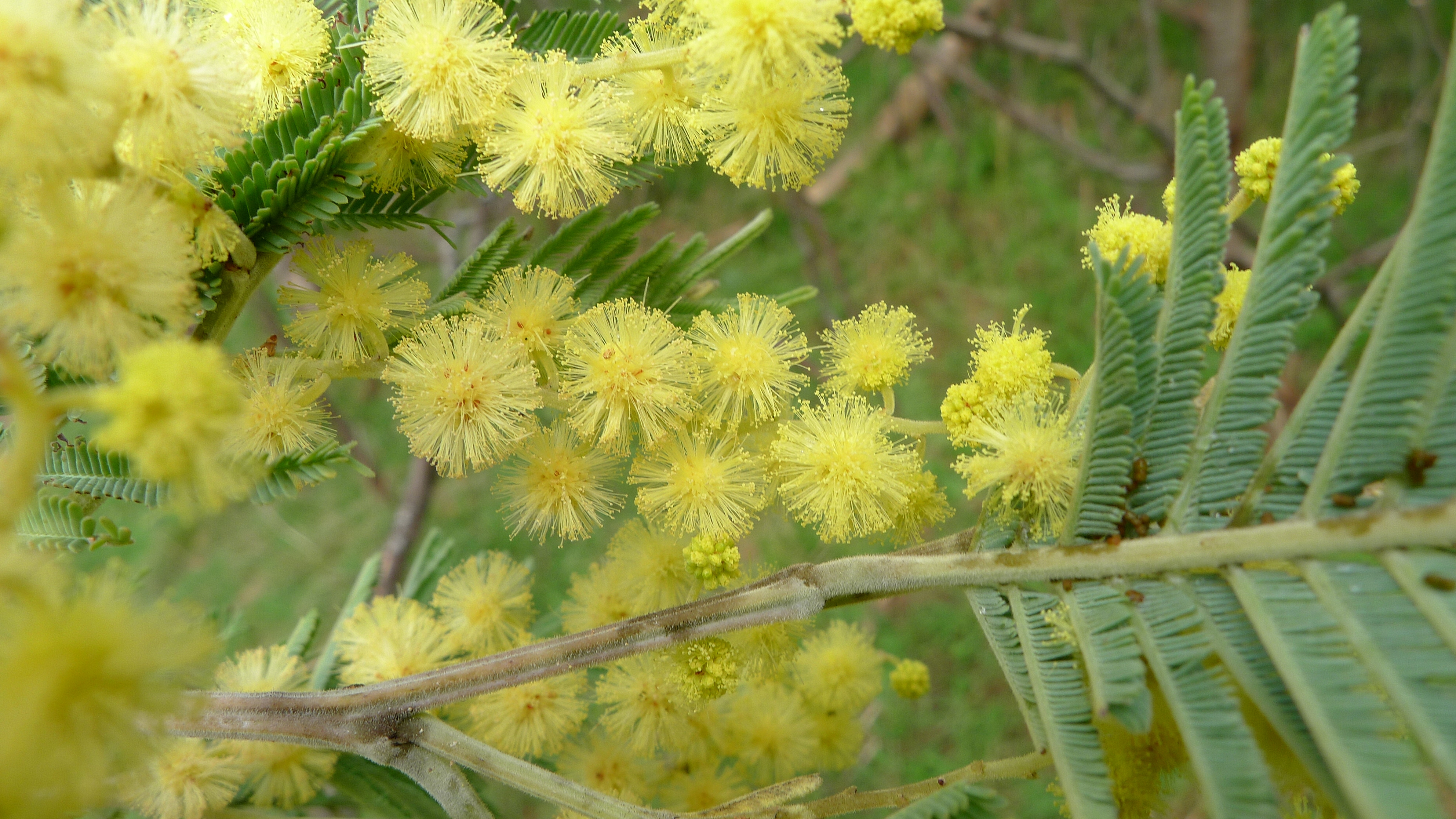
Black wattle Acacia mearnsii

Le 1er décembre 1838, la première Hobart Town Anniversary Regatta a eu lieu à Hobart, Tasmanie pour célébrer l'anniversaire de la découverte européenne de l'île au XVIIe siècle par l'explorateur néerlandais Abel Tasman, premier découvreur européen de l'île le 24 novembre 1642.
Entre 5 000 et 6 000 personnes sont présentes. 
Le 10 août 1853 à Launceston, lors des « Célébrations de la cessation des déportations » (Cessation of Transportation Celebrations), la procession défile sous un arc de triomphe décoré de fleurs d'acacia.
Il est alors suggéré que pour les futures régates, l'événement soit célébré par le port d'un brin de fleur d'acacia argenté (Acacia dealbata) attaché avec un ruban bleu marine britannique.
La proposition a flirté avec le ridicule car l'acacia argenté fleurit en août et septembre et ne serait pas disponible en novembre. En conséquence, l'acacia noir à floraison en novembre (Acacia mearnsii) a été choisi pour la régate. La coutume de porter un brin d'acacia a persisté au moins jusqu'en 1883.
Le thème de l'acacia dans la littérature, la poésie et la chanson s'est imposé à partir des années 1860 jusqu'au début des années 1900. Quand Adam Lindsay Gordon est mort en 1870, il est enterré avec les mentions : « ici la vague de fleurs de l'acacia » - une citation de son poème « 'The sick Stockrider' » ; « Des valses d'acacia et vous pouviez boire de la bière Foster's Wattle ».
La "Wattle Blossom League" a été créée par W. J. Sowden et le bureau de l'Australian Natives Association d'Australie-Méridionale en 1890 en tant que branche féminine de l'Association.
Le but de la « Wattle Blossom League » était « d'encourager la littérature et la musique australiennes ». Les membres devraient « à toutes les assemblées publiques appropriées porter un brin de fleur d'acacia, réelle ou artificielle, comme un badge distinctif ». Un autre objectif de la ligue était de « promouvoir un sentiment patriotique national parmi les femmes d'Australie ».
La dernière réunion mensuelle de la Wattle Blossom League a eu lieu à Beach's Rooms le 1er juin 1893.

## Célébrations actuelles
La célébration populaire de la Journée nationale de l'acacia a mis du temps pour évoluer. La controverse autochtone du 26 janvier a surgi alors que le choix de l'Australia Day semblait l'emporter, les Australiens ont alors recherché une autre date et la Journée nationale de l'acacia a été proposée.

## Des "mimosas" appréciés

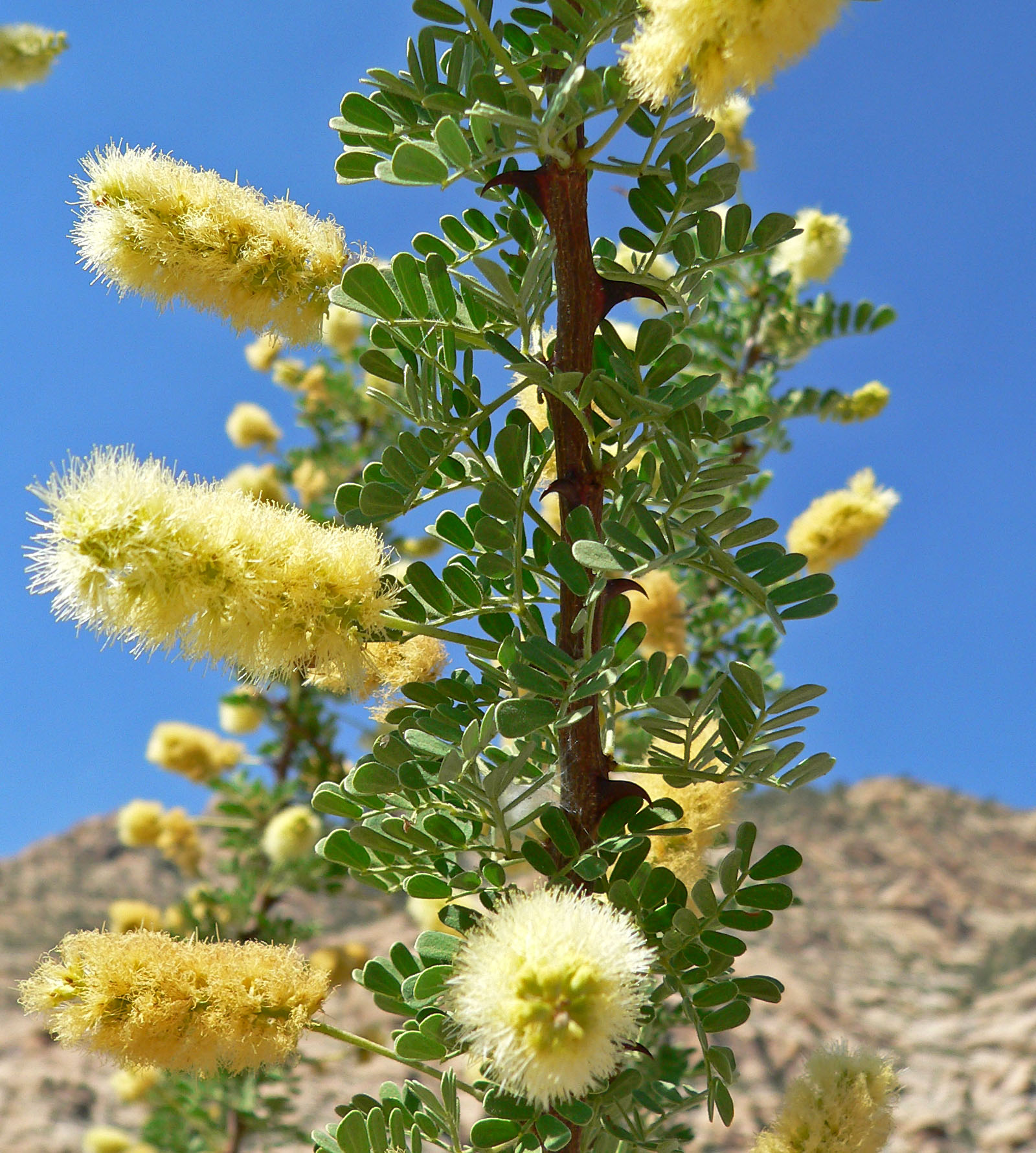
Catclaw Acacia (Acacia greggii)
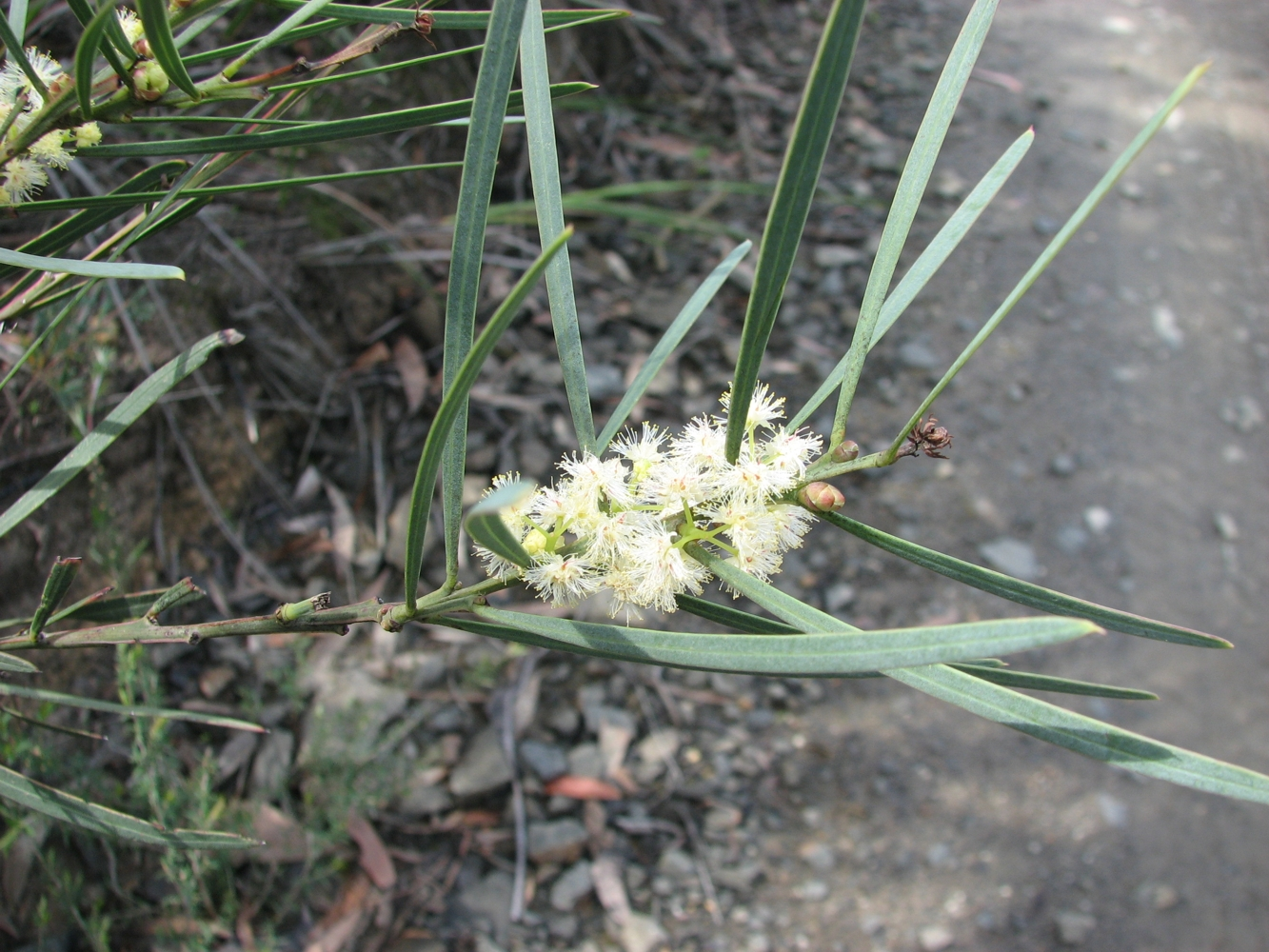
Sweet Wattle ou Sweet-scented Wattle (Acacia suaveolens)
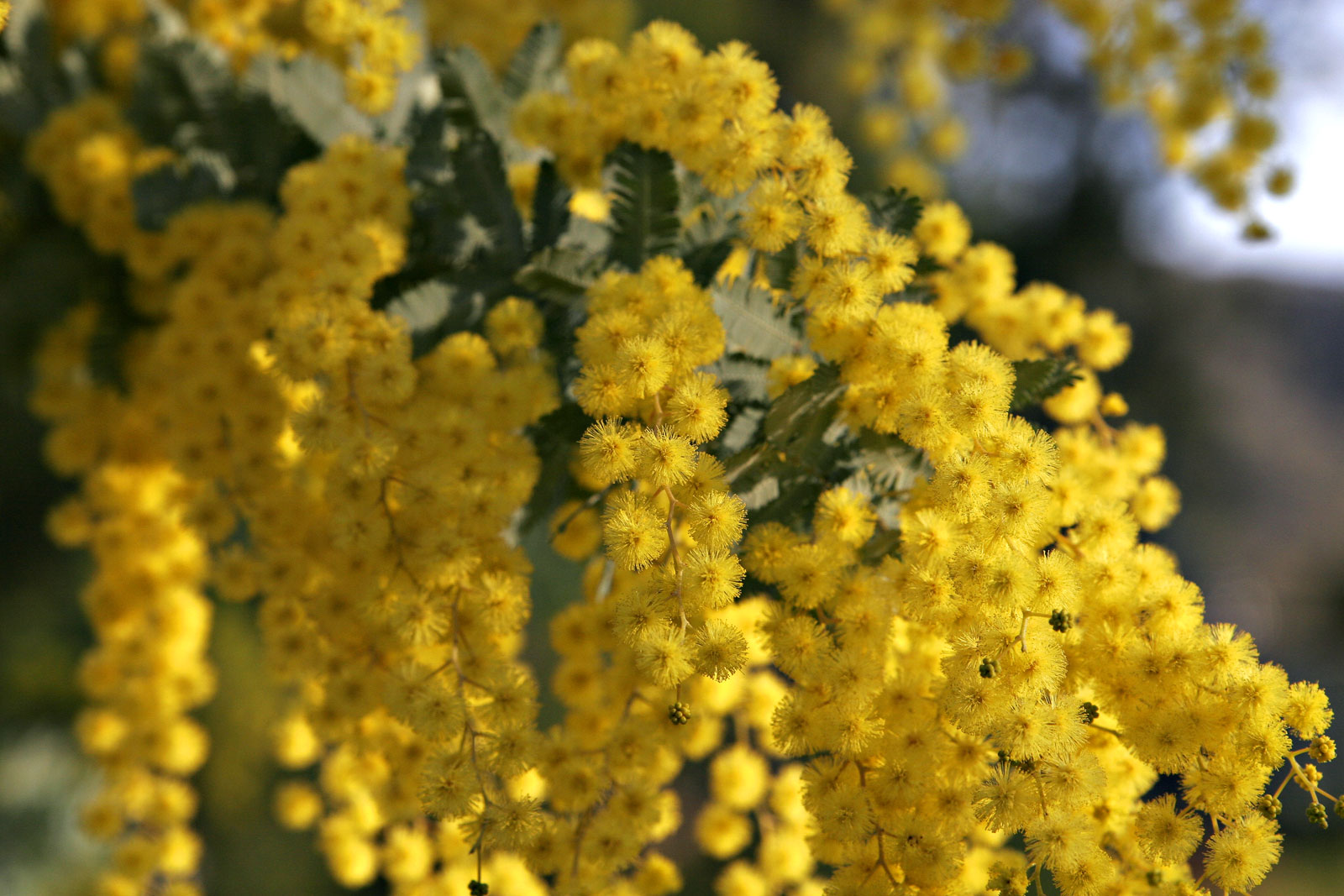
Cootamundra Wattle (Acacia baileyana)
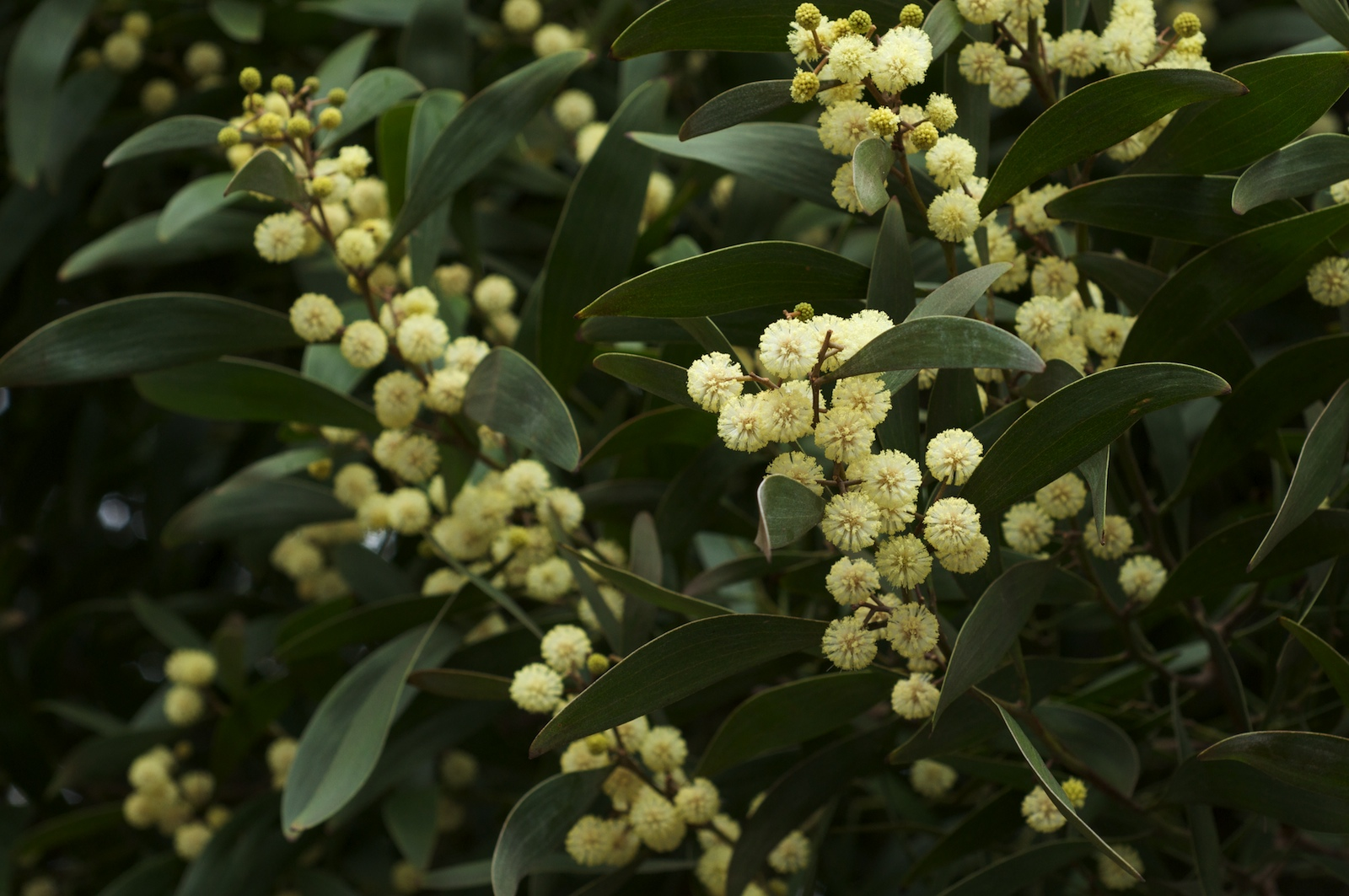
Blackwood (Acacia melanoxylon)
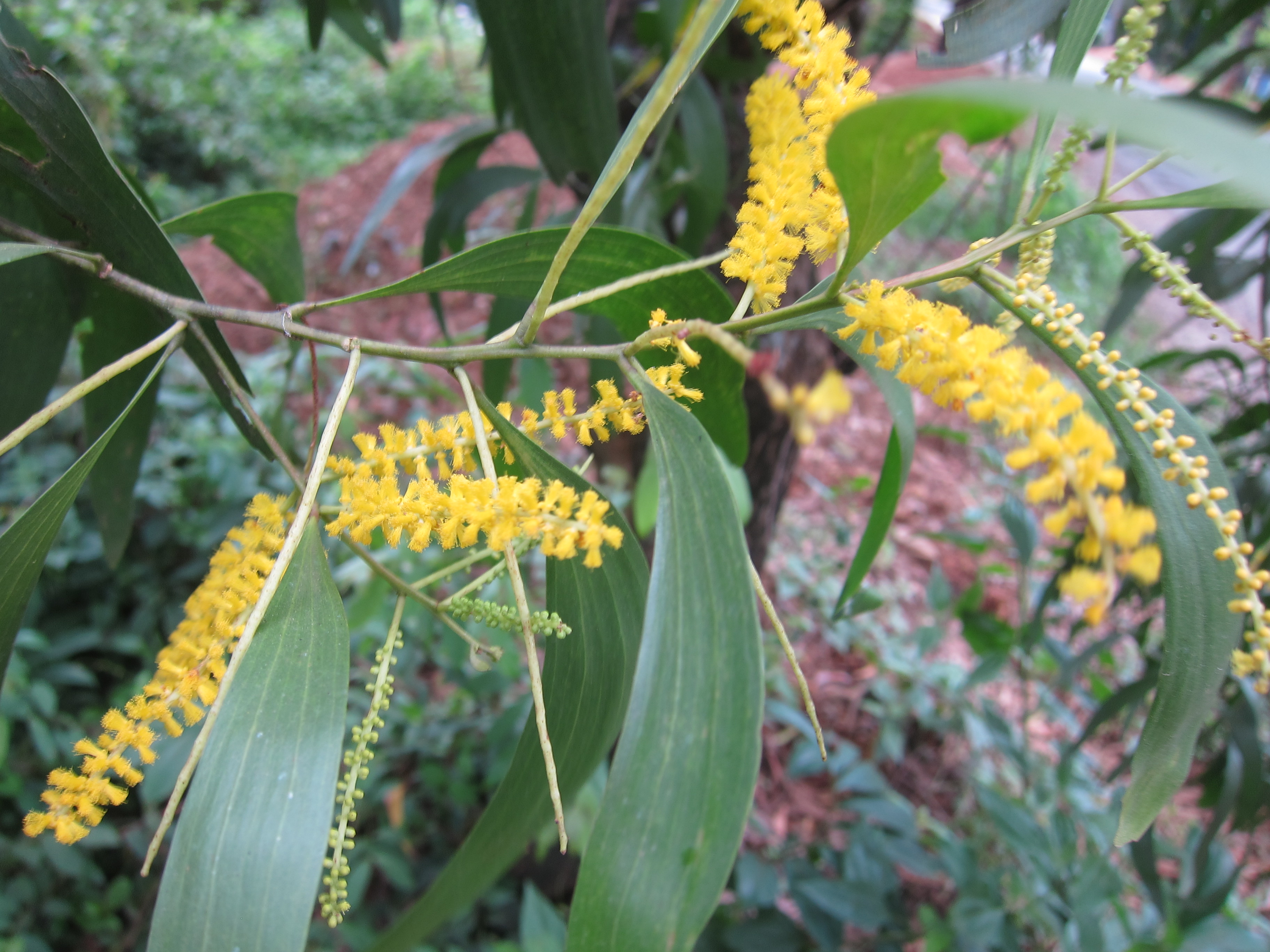
[Tropical] Black Wattle (Acacia auriculiformis)
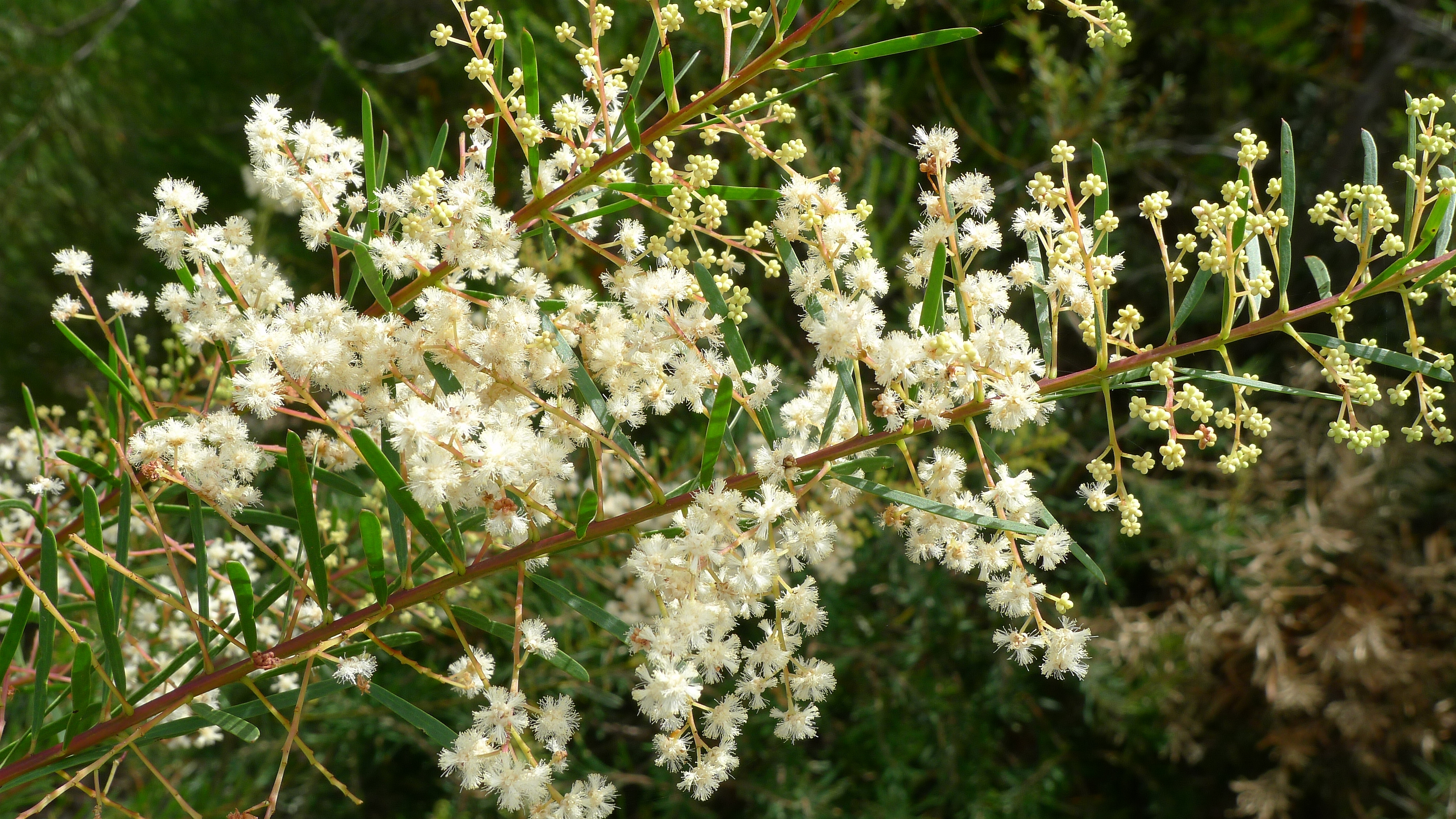
Flax Wattle (Acacia linifolia)
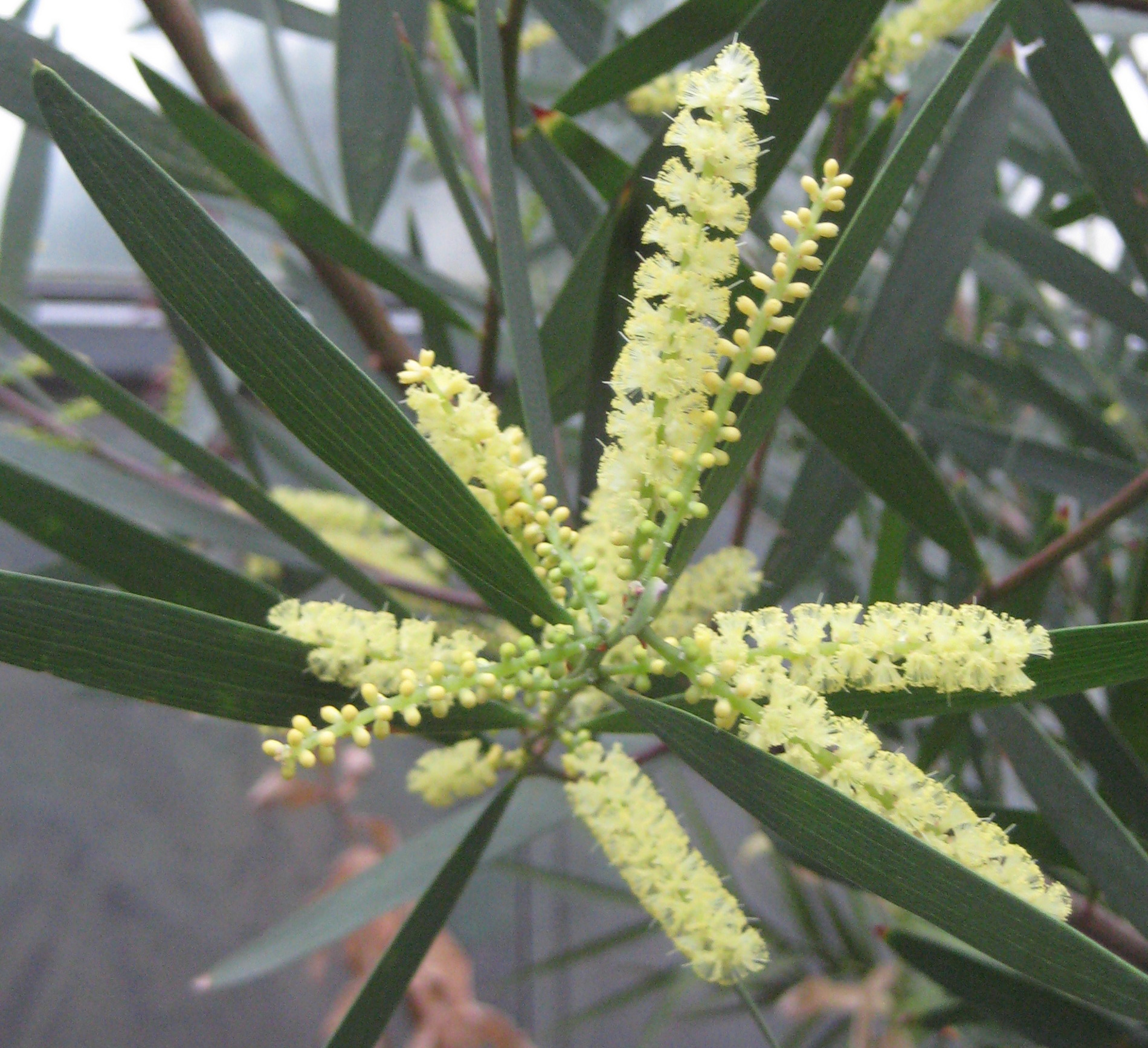
Sydney Golden Wattle (Acacia longifolia)
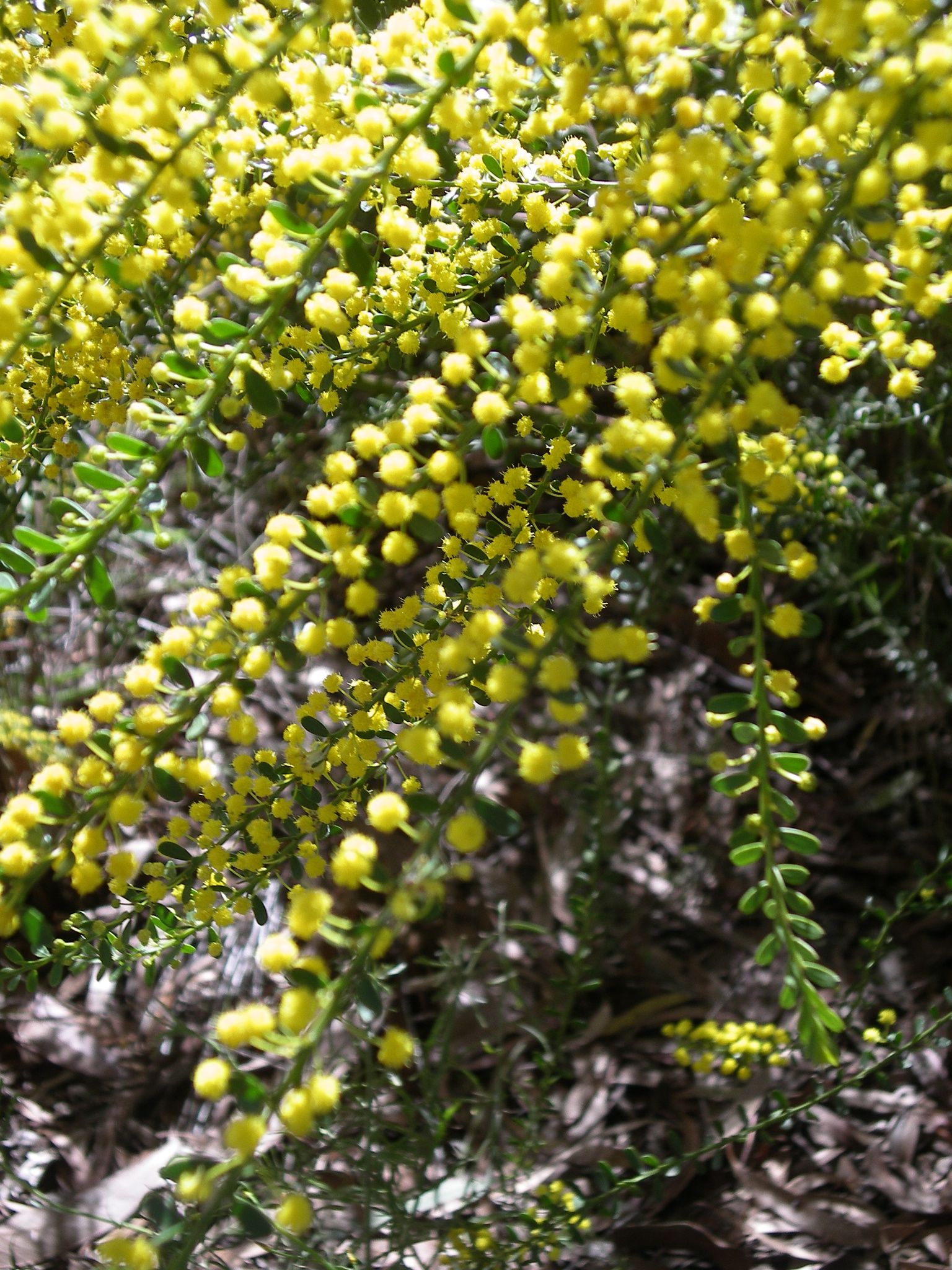
Gold Dust Wattle (Acacia acinacea)
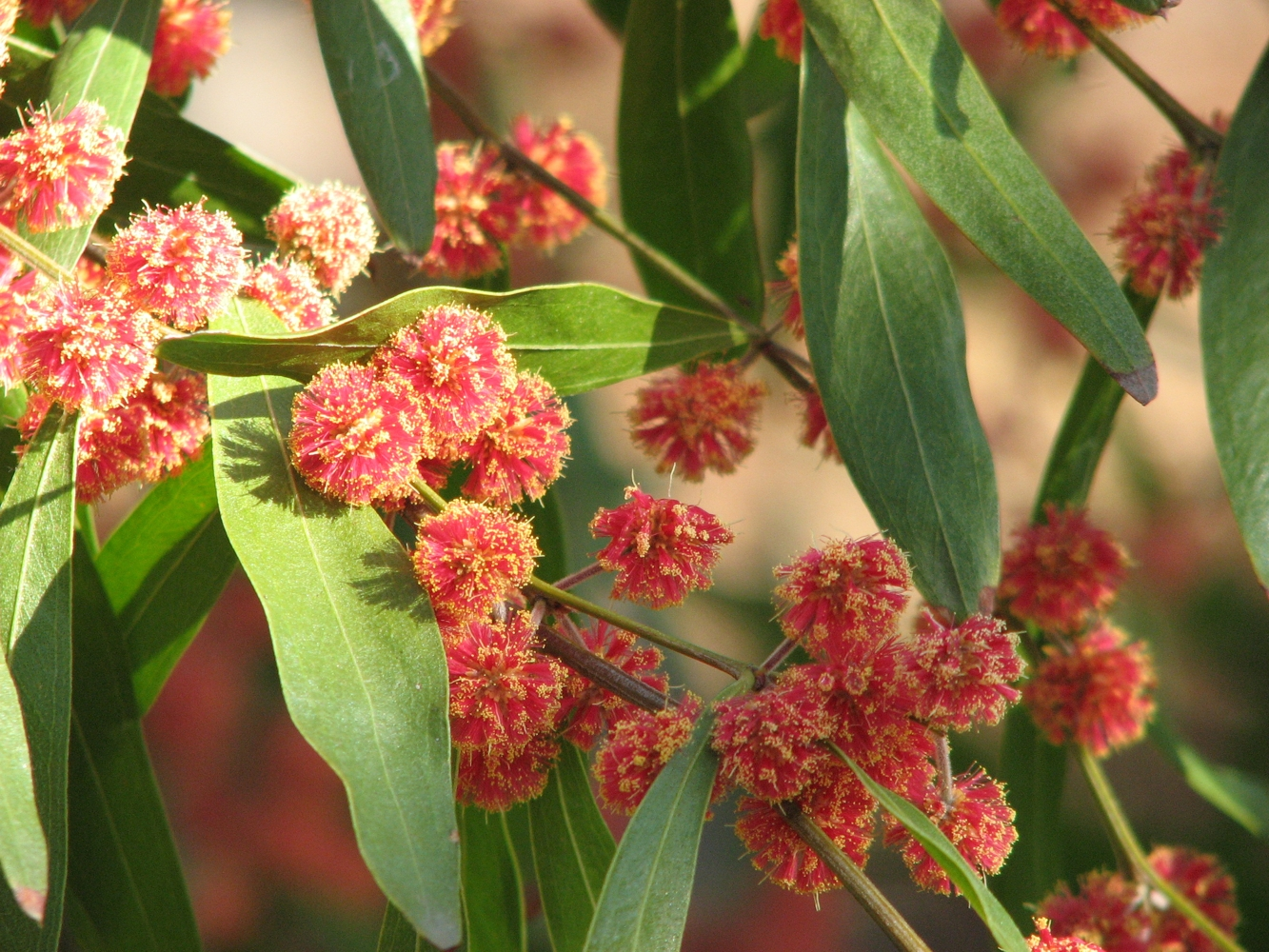
Scarlet Blaze (Acacia leprosa)
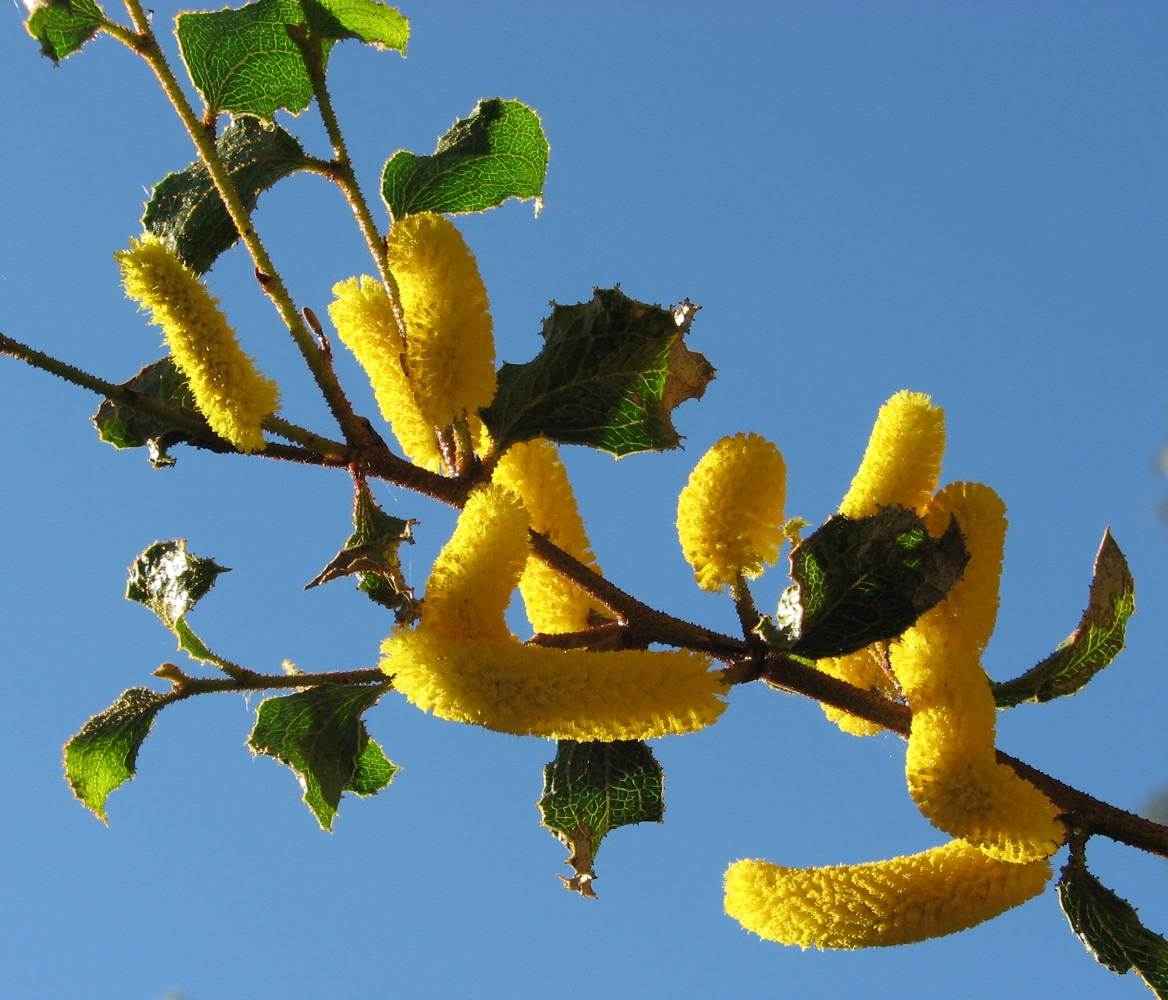
Sandpaper Wattle (Acacia denticulosa)
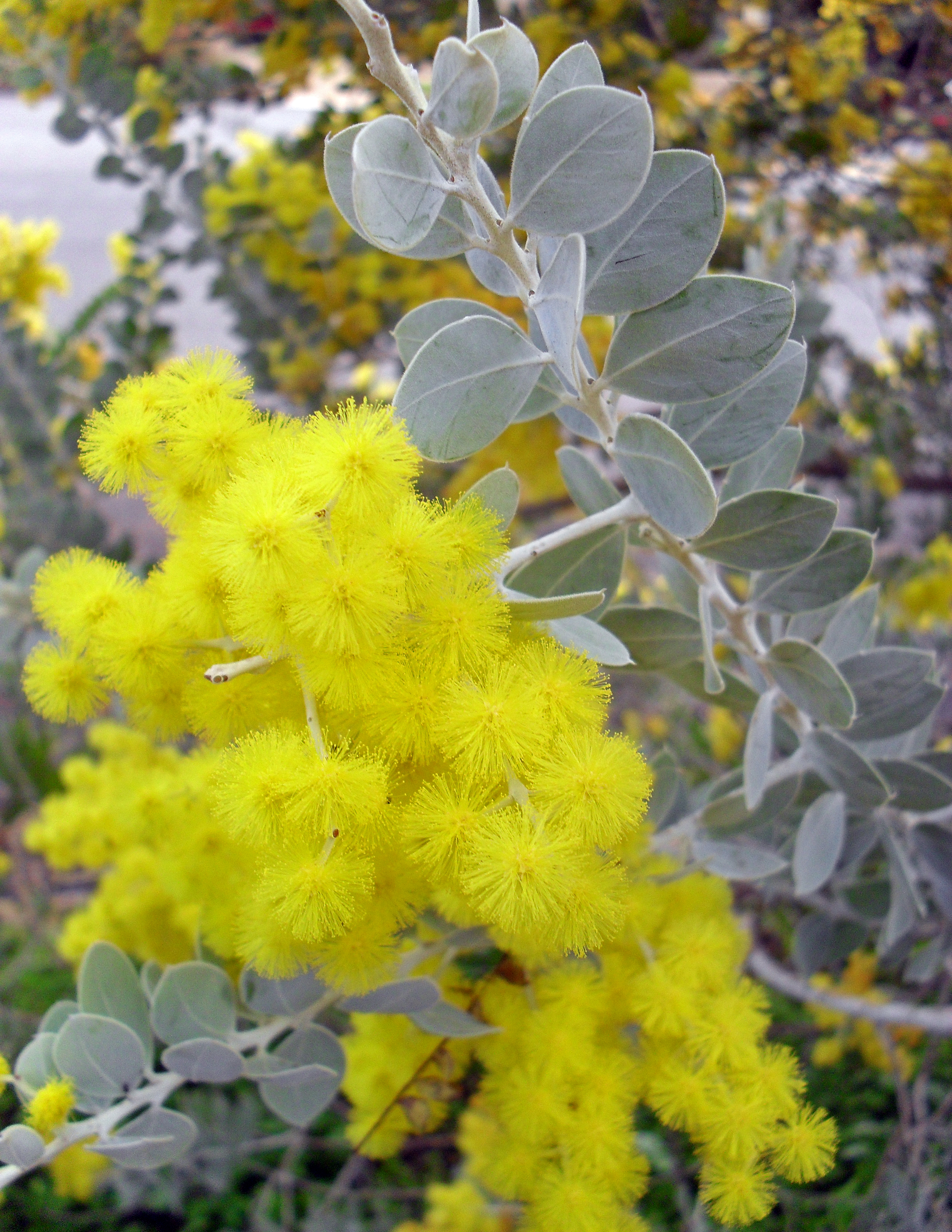
Queensland Silver Wattle (Acacia podalyriifolia)
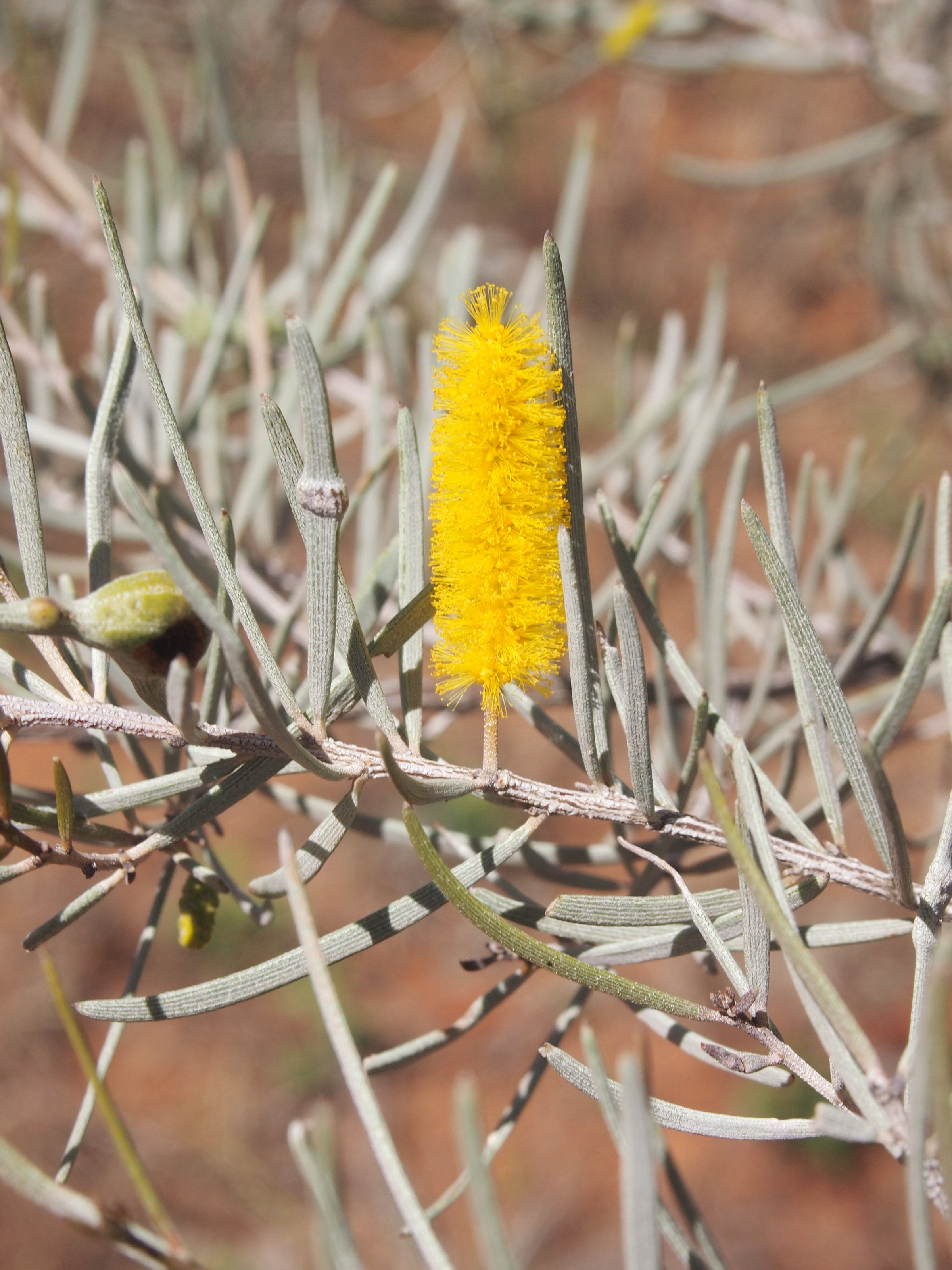
Mulga (Acacia aneura)